# Tridacna mbalavuana
Tridacna mbalavuana — вид двостулкових молюсків родини серцевидкових (Cardiidae).

## Поширення
Вид трапляється серед коралових рифів, що оточує Тонгу та острови Лау з Фіджі. Трапляється на глибині до 33 м, найглибше від інших видів тридакн.

## Опис
Tridacna mbalavuana схожа на Tridacna derasa, але має тоншу і гострішу мушлю. Мушля сіро-коричневого забарвлення, а на мантії є декілька світлих плям. Найбільші зразки сягали до 50 см.